# Christian Friedrich Rost
Christian Friedrich Rost (* 27. Juni 1817 in Arnsgrün; † 4. Januar 1897 ebenda) war ein deutscher Gutsbesitzer und Politiker.

## Leben
Christian Rost war der Sohn des Einwohners und Amtsrichters Johann Georg Rost und dessen Ehefrau Marie Rosine Rost, geborene Feustel. Er war evangelisch-lutherischer Konfession und heiratete am 12. Januar 1843 in Arnsgrün Christiane Friederike Zeh (* 26. Juni 1821 in Frotschau; † 18. März 1892 in Arnsgrün), die Tochter des Bauern Johann Gottlieb Zeh.
Rost lebte als Gutsbesitzer in Arnsgrün. Er war dort auch Orts- bzw. Amtsrichter. Vom 25. November 1872 bis zum 31. Dezember 1876 war er Abgeordneter im Greizer Landtag.